# Tribalus impressibasis
Tribalus impressibasis är en skalbaggsart som beskrevs av Heinrich Bickhardt 1921. Tribalus impressibasis ingår i släktet Tribalus och familjen stumpbaggar. Inga underarter finns listade i Catalogue of Life.